# Mount Prestley
Mount Prestley är ett berg i Kanada.   Det ligger i provinsen British Columbia, i den södra delen av landet, 3 100 km väster om huvudstaden Ottawa. Toppen på Mount Prestley är 1 958 meter över havet.
Terrängen runt Mount Prestley är huvudsakligen bergig, men åt nordväst är den kuperad. Trakten runt Mount Prestley är nära nog obefolkad, med mindre än två invånare per kvadratkilometer.. Närmaste större samhälle är Slocan, 15,5 km öster om Mount Prestley.
Trakten runt Mount Prestley består i huvudsak av gräsmarker.